# Az ezüstagyarú vadkan
Az ezüstagyarú vadkan (Mistrețul cu colți de argint) című ballada Ștefan Augustin Doinaș legismertebb verse, amelyet a román nyelven írt versek egyik legszebbikének tartanak.

## Története
Doinaș 1945. július 4-én a nagyszebeni irodalmi kör tagjaként írta meg versét. Saját bevallása szerint célja kettős volt: egyrészt egy drámai-epikai-lírai szerkezet létrehozása, amelyben három konfliktust egy végső megoldás zár le, másrészt olyan szimbolikus cselekmény alkotása, amely többféle értelmezést tesz lehetővé. Az első cél a költőnek a német ballada, különösen Goethe Erlkönig-je iránti csodálatából eredt, de abból az érdeklődésből is, amelyet már gyermekkora óta érzett Bolintineanu, Eminescu, Cosbuc lírai elbeszélő költeményei iránt. A második cél a szerző francia olvasmányainak (Baudelaire, Nerval, Verhaeren, Mallarmé, Valéry) a hatása. Egyes elemzők a verset Alexandru Macedonski Noapte de decemvrie című költeményével hozták kapcsolatba, Doinaș azonban ezt csak sokkal később olvasta.
Első ízben az irodalmi kör lapjában (Revista cercului literar) jelent meg 1945 nyarán a szerző más verseivel együtt. A költő ezt a változatot 1957-ben átdolgozta prozódiai szempontból. Az átdolgozott változatot az Omul cu compasul című kötetben adták ki 1966-ban.
Az 1970-es években a mű szerepelt a Cenaclul Flacăra műsorán Gelu Nițu majd Mihai Stan előadásában, illetve a rendezvényről készült lemezfelvételen (1982).

## Cselekménye
Egy levantei herceg egy titokzatos, ezüstagyarú vadkan nyomába ered, megszállottjává válik a vad elejtésének. Szolgái hiába próbálják más célpont felé terelni, a herceg hajthatatlanul üldözi a senki más által nem látott vadkant. Végül a vadkan felbukkan, és megöli a herceget.

## Szerkezete és stílusa
A ballada szimmetrikus felépítésű; a bevezetés 16 sor, a konfliktus 24 sor, a befejezés ismét 16 sor. Az anapesztikus lejtésű hangsúlyváltó sorok váltakozva 12 és 11 szótagosak; ez alól a középső rész kivétel, ahol 3x4 soron át 11 szótagos sorok találhatóak. Rímképlete keresztrímes. A rímek váltakozva nőrimek (a páratlan sorokban) illetve hímrímek (a páros sorokban); kivételt képez a középső rész 3x4 sora, ahol kizárólag hímrímek fordulnak elő.
A versben egyaránt megjelennek epikus részek (a vadászat leírása), lírai részek (a herceg vallomása), illetve drámai részek (a herceg és szolgái közötti szóváltás).
A középső részben a herceg háromszor szólítja fel a szolgákat a vadkanvadászatra. A három párbeszédben egy-egy elem megváltoztatása fokozza a drámaiságot: 
bükk / szil / fenyő; fanyíl / vasnyíl / tűznyíl; okos / merész / megvető; víz / fű / hold.

## Értelmezései
A szerző öt lehetséges értelmezést sugallt:
1. Egyszerű vadásztörténet.
2. A herceg az általában vett ember, a vadkan az ideál képe, a vadászat az önmegvalósítás.
3. Számos ősi kultúrában a vadászatnak rituális jelentése van, a vad űzése a lét felsőbb fokának keresését jelenti. A verset ennek megfelelően úgy is lehet értelmezni, mint egy civilizációteremtő szertartást: a herceg a jövendő uralkodó, aki a rendet próbálja megteremteni, de elbukik a természetes káosz elleni harcban.
4. A balladát lehet beavatási szertartásként is értelmezni, ekkor a herceg az újonc, akinek át kell esnie a beavatás lépcsőfokain.
5. A ballada felfogható ars poetica-ként: a költő egész életében kergeti az ideált, amely végül megöli, egy mű öli meg, amelyről soha nem lehet megtudni, hogy az-e az ideális Mű.

## Utóélete
A vers mind Romániában, mind a Magyarországon a román nyelvű oktatásban a 12. osztály tananyagában szerepel. 2017-ben a magyarországi román nyelv és irodalom írásbeli érettségin az egyik választható tétel Az ezüstagyarú vadkan elemzése volt.
Több magyar nyelvű fordítása készült; fordítói Veress Zoltán, Markó Béla Boér Hunor, Csata Ernő és P. Tóth Irén voltak.